# Pan-Am-Flug 799
Pan-Am-Flug 799 (Flugnummer: PA799, Funkrufzeichen: CLIPPER 799) war ein Charterfrachtflug der Pan American World Airways vom 26. Dezember 1968, auf dem die eingesetzte Boeing 707-321C N799PA beim Start von der Elmendorf Air Force Base verunglückte. Bei dem Unfall kamen alle drei Insassen der Maschine ums Leben.

## Flugzeug
Bei der verunglückten Maschine handelte es sich um eine Boeing 707-321C, die im Jahr 1964 im Werk von Boeing auf dem Boeing Field im US-Bundesstaat Washington als die 397. Boeing 707 aus laufender Produktion mit der Werksnummer 18824 endmontiert wurde. Der Erstflug der Maschine erfolgte am 17. Dezember 1964, am 31. Dezember 1964 wurde sie an die Pan Am ausgeliefert, wo sie mit dem Luftfahrzeugkennzeichen N799PA in Betrieb ging. Die Maschine erhielt den Taufnamen Clipper Racer. Das vierstrahlige Langstrecken-Schmalrumpfflugzeug war mit vier Mantelstromtriebwerken des Typs Pratt & Whitney JT3D-3B ausgestattet.

## Besatzung
An Bord der Maschine befand sich eine dreiköpfige Besatzung, bestehend aus einem Flugkapitän, einem Ersten Offizier und einem Flugingenieur. Flugkapitän war der 47-jährige Arthur Moen, der insgesamt 15.207 Stunden Pilotzeit einschließlich 3.969 Stunden im Cockpit der Boeing 707 absolviert hatte und seit 1949 für die Pan Am flog. Erster Offizier war der 38-jährige Johannes D. Markestein, der über 9.813 Stunden Flugerfahrung verfügte, von denen er 2.813 Stunden im Cockpit der Boeing 707 absolviert hatte. Er gehörte der Fluggesellschaft seit 1957 an. Flugingenieur war der 31-jährige James R. Skellenger, der über 3.032 Stunden Flugerfahrung verfügte, einschließlich 138 Stunden in der Boeing 707. Die drei Besatzungsmitglieder waren in dieser Konstellation zuvor noch nicht zusammen geflogen, wenngleich der Kapitän und der Erste Offizier zuvor zweimal zusammen die Strecke ab Anchorage geflogen waren.

## Flugplan
Bei dem Flug PA799 handelte es sich um einen interkontinentalen Charterfrachtflug während des zu dieser Zeit stattfindenden Vietnamkrieges. Als Flugnummer wurden die Ziffern des Luftfahrzeugkennzeichens der eingesetzten Maschine verwendet. Die Maschine transportierte Fracht und Post von Los Angeles nach Cam Ranh Bay. Für den Flug nach Cam Ranh Bay waren Zwischenlandungen zur Nachbetankung in Anchorage und Tokio eingeplant worden. In Südvietnam sollte außerdem die Đà Nẵng Air Base angeflogen werden. Während des Zwischenstopps in Anchorage sollte eine neue Besatzung zusteigen.

## Flugverlauf
Der Start vom Los Angeles International Airport verlief planmäßig und es gab auf dem Flug zunächst keine besonderen Vorkommnisse. Über Alaska wurde die Maschine dann zur Elmendorf Air Force Base umgeleitet, da der Flughafen Anchorage aufgrund schwieriger Wetterverhältnisse gesperrt war. Nach der Landung stellte die Besatzung fest, dass die Schubumkehr von Triebwerk Nr. 4 (rechts außen) außer Betrieb war.

## Unfallhergang
Als sich die Wetterverhältnisse in Anchorage besserten und die Besatzung die Freigabe erhielt, den Flughafen anzufliegen, hatte die Maschine zwei Stunden Verspätung. Um 5:55 Uhr Ortszeit wurden die Triebwerke gestartet, um 6:02 Uhr erhielt die Besatzung die Rollfreigabe zur Startbahn. Die Piloten erhielten die Freigabe zum Start von Bahn 05. Sie baten jedoch darum, von Bahn 23 starten zu können, da diese länger war. Flugkapitän Moen hatte die Auftriebshilfen eingefahren, um sie vor Vereisung zu schützen. Während die Piloten die Checkliste für den Start abarbeiteten, wurde ihnen ein Follow-me-Car angeboten, das sie zur Startbahn lotsen würde. Nachdem die Maschine dank des Follow-me-Cars die Startbahn erreicht hatte, starteten zunächst noch zwei Maschinen der United States Air Force vor ihr.
Um 6:15 Uhr begann der Startlauf. Zu diesem Zeitpunkt steuerte der Erste Offizier Markestein die Maschine. Unmittelbar nachdem die Maschine abgehoben war, aktivierte sich die Überziehwarnanlage. Die Maschine rollte dann nach rechts, wobei die Tragfläche den Boden berührte. Nur 59,2 Sekunden nach dem Abheben stürzte die Maschine gleich hinter dem Startbahnende der Bahn 23 der Elmendorf Air Force Base zu Boden, explodierte und ging in Flammen auf, wobei alle drei Besatzungsmitglieder starben.

## Unfalluntersuchung
Das National Transportation Safety Board (NTSB) untersuchte den Unfall. Als unmittelbare Unfallursache wurde die Durchführung eines Starts ohne aktivierte Auftriebshilfen festgestellt. Das NTSB stellte dabei fest, dass das Ausfahren der Auftriebshilfen nur auf den Checklisten für das Rollen zur Startbahn aufgeführt war, nicht auf den Checklisten für den Start. Es stellte sich heraus, dass der Flugkapitän die Auftriebshilfen zunächst ausgefahren hatte, sie dann jedoch entsprechend der Betriebsbestimmungen der Pan Am wieder einfuhr, um sie vor Vereisung zu schützen. Da die Auftriebshilfen auf den Checklisten für den Start nicht aufgeführt waren, wurden die Piloten nicht mehr an deren Ausfahren erinnert. Beim Start versagte überdies die Warnanlage, die die Besatzung vor der Durchführung des Starts mit einer falschen Startkonfiguration warnen sollte. Hierzu kam es, da die Pan Am die Serviceanweisung 2384 von Boeing vom 31. Januar 1967 nicht implementiert hatte, die besagte, dass der Auslösepunkt der Warnanlage von 42 auf 25 Grad Schubhebelstellung reduziert werden sollte, um eine einwandfreie Funktion der Anlage auch unter winterlichen Bedingungen zu gewährleisten. Das lag daran, dass kalte Luft mehr Auftrieb erzeugt und daher Starts im Winter weniger Schub erfordern. Pan Am erklärte ohne Angabe von Gründen, dass die Serviceanweisung von Boeing auf die Maschinen der Pan Am nicht anwendbar sei.

## Folgen
Nach dem Unfall empfahl das NTSB, dass die Implementierung der Wartungsanweisung 2384 von Boeing durch die Federal Aviation Administration verpflichtend vorgeschrieben werden sollte. Eine entsprechende Lufttüchtigkeitsanweisung wurde am 28. Mai 1969 veröffentlicht. Ebenfalls wurde empfohlen, Checklisten derart zu modifizieren, dass kritische Arbeitsschritte auf den Startchecklisten noch einmal aufgeführt werden. Letztere Empfehlung wurde in der US-amerikanischen zivilen Luftfahrt nur unzureichend umgesetzt, sodass sich am 16. August 1987 auf dem Northwest-Airlines-Flug 255 erneut ein ähnlicher Unfall einer McDonnell Douglas DC-9-82 (MD-82) ereignete, bei dem 155 Menschen getötet wurden und bei dem mangelhafte Checklisten erneut eine Rolle spielten.